# Lotta greco-romana ai Giochi della XVII Olimpiade - Pesi medi
La competizione della categoria pesi medi (fino a 79 kg) di lotta greco-romana dei Giochi della XVII Olimpiade si è svolta dal 26 al 31 agosto 1960 alla Basilica di Massenzio a Roma.

## Formato
Ad ogni incontro venivano assegnate le seguenti penalità:
- 0 = Al vincitore per schienata
- 1 = Al vincitore ai punti
- 2 = In caso di pareggio
- 3 = Allo sconfitto ai punti
- 4 = Allo sconfitto per schienata

Con sei penalità o più il lottatore veniva eliminato.

## Risultati
| Legenda                                  | Legenda |
| ---------------------------------------- | ------- |
| Lottatore con 6 penalità o più Eliminato |         |

### 1º Turno
Si è disputato il 26 agosto
| Vincitore              | Pen. | Risultato  | Sconfitto          | Pen. |
| ---------------------- | ---- | ---------- | ------------------ | ---- |
| Bolesław Dubicki       | 2    | = Parità = | Oddvar Barlie      | 2    |
| Hammou Haddaoui Khadir | 2    | = Parità = | Ronald Hunt        | 2    |
| Mansour Hazrati        | 2    | = Parità = | Pentti Punkari     | 2    |
| Jiří Kormaník          | 1    | Ai punti   | André Lamy         | 3    |
| Kazım Ayvaz            | 1    | Ai punti   | Marziano Magnani   | 3    |
| Lothar Metz            | 0    | Schienata  | Raymond Schummer   | 4    |
| Russell Camilleri      | 1    | Ai punti   | Charles Berthoud   | 3    |
| Yacoub Romanos         | 0    | Schienata  | Helmut Längle      | 4    |
| Nikolay Chuchalov      | 0    | Schienata  | Leopold Israelsson | 4    |
| Dimitǎr Dobrev         | 0    | Schienata  | Luís Caldas        | 4    |
| György Gurics          | 1    | Ai punti   | Albert Michiels    | 3    |
| Ion Țăranu             | 0    | Schienata  | Noboru Aomi        | 4    |

### 2º Turno
Si è disputato il 27 agosto
| Vincitore          | Pen. | Risultato | Sconfitto              | Pen. |
| ------------------ | ---- | --------- | ---------------------- | ---- |
| Oddvar Barlie      | 2    | Schienata | Ronald Hunt            | 6    |
| Bolesław Dubicki   | 2    | Schienata | Hammou Haddaoui Khadir | 6    |
| Pentti Punkari     | 3    | Ai punti  | André Lamy             | 6    |
| Jiří Kormaník      | 2    | Ai punti  | Mansour Hazrati        | 5    |
| Lothar Metz        | 1    | Ai punti  | Marziano Magnani       | 6    |
| Kazım Ayvaz        | 1    | Schienata | Raymond Schummer       | 8    |
| Russell Camilleri  | 1    | Schienata | Helmut Längle          | 8    |
| Yacoub Romanos     | 1    | Ai punti  | Charles Berthoud       | 6    |
| Dimitǎr Dobrev     | 1    | Ai punti  | Nikolay Chuchalov      | 3    |
| Leopold Israelsson | 4    | Schienata | Luís Caldas            | 8    |
| Albert Michiels    | 4    | Ai punti  | Noboru Aomi            | 7    |
| Ion Țăranu         | 0    | Esentato  |                        |      |
|                    |      | Ritirato  | György Gurics          | 8    |

### 3º Turno
Si è disputato il 29 agosto
| Vincitore         | Pen. | Risultato  | Sconfitto          | Pen. |
| ----------------- | ---- | ---------- | ------------------ | ---- |
| Ion Țăranu        | 0    | Schienata  | Oddvar Barlie      | 6    |
| Bolesław Dubicki  | 3    | Ai punti   | Pentti Punkari     | 6    |
| Kazım Ayvaz       | 2    | Ai punti   | Mansour Hazrati    | 8    |
| Lothar Metz       | 3    | = Parità = | Jiří Kormaník      | 4    |
| Russell Camilleri | 3    | = Parità = | Yacoub Romanos     | 3    |
| Nikolay Chuchalov | 4    | Ai punti   | Albert Michiels    | 7    |
| Dimitǎr Dobrev    | 2    | Ai punti   | Leopold Israelsson | 7    |

### 4º Turno
Si è disputato il 30 agosto
| Vincitore         | Pen. | Risultato  | Sconfitto         | Pen. |
| ----------------- | ---- | ---------- | ----------------- | ---- |
| Ion Țăranu        | 2    | = Parità = | Bolesław Dubicki  | 5    |
| Kazım Ayvaz       | 2    | Schienata  | Jiří Kormaník     | 8    |
| Lothar Metz       | 3    | Schienata  | Russell Camilleri | 7    |
| Nikolay Chuchalov | 4    | Schienata  | Yacoub Romanos    | 7    |
| Dimitǎr Dobrev    | 2    | Esentato   |                   |      |

### 5º Turno
Si è disputato il 30 agosto
| Vincitore      | Pen. | Risultato  | Sconfitto         | Pen. |
| -------------- | ---- | ---------- | ----------------- | ---- |
| Dimitǎr Dobrev | 3    | Ai punti   | Ion Țăranu        | 5    |
| Kazım Ayvaz    | 4    | = Parità = | Bolesław Dubicki  | 7    |
| Lothar Metz    | 4    | Ai punti   | Nikolay Chuchalov | 7    |

### 6º Turno
Si è disputato il 30 agosto
| Vincitore      | Pen. | Risultato  | Sconfitto   | Pen. |
| -------------- | ---- | ---------- | ----------- | ---- |
| Dimitǎr Dobrev | 4    | Ai punti   | Kazım Ayvaz | 7    |
| Ion Țăranu     | 7    | = Parità = | Lothar Metz | 6    |

#### Per il 3º posto
| Vincitore  | Pen. | Risultato | Sconfitto   | Pen. |
| ---------- | ---- | --------- | ----------- | ---- |
| Ion Țăranu |      | Ai punti  | Kazım Ayvaz |      |

## Classifica finale
| Pos.    | Atleta                 | Nazione          |
| ------- | ---------------------- | ---------------- |
| Oro     | Dimitǎr Dobrev         | Bulgaria         |
| Argento | Lothar Metz            | Germania         |
| Bronzo  | Ion Țăranu             | Romania          |
| 4       | Kazım Ayvaz            | Turchia          |
| 5       | Bolesław Dubicki       | Polonia          |
| 5       | Nikolay Chuchalov      | Unione Sovietica |
| 7       | Yacoub Romanos         | Libano           |
| 8       | Russell Camilleri      | Stati Uniti      |
| 9       | Jiří Kormaník          | Cecoslovacchia   |
| 10      | Oddvar Barlie          | Norvegia         |
| 10      | Pentti Punkari         | Finlandia        |
| 12      | Leopold Israelsson     | Svezia           |
| 12      | Albert Michiels        | Belgio           |
| 14      | Mansour Hazrati        | Iran             |
| 15      | Ronald Hunt            | Australia        |
| 15      | Hammou Haddaoui Khadir | Marocco          |
| 15      | André Lamy             | Francia          |
| 15      | Marziano Magnani       | Italia           |
| 15      | Charles Berthoud       | Svizzera         |
| 20      | Noboru Aomi            | Giappone         |
| 21T     | Raymond Schummer       | Lussemburgo      |
| 21T     | Helmut Längle          | Austria          |
| 21T     | Luís Caldas            | Portogallo       |
| 24      | György Gurics          | Ungheria         |